# Bohemolichas incola
Bohemolichas incola (лат.) — вид трилобитов из семейства † Lichidae (отряд † лихиды). Ордовикский период (около 465 млн лет, Šárka, Чехия). В 2023 году он стал первым трилобитом, у которого удалось описать содержимое кишечника.

## История открытия
Окаменевший трилобит, послуживший образцом изучения кишечника, был обнаружен частным коллекционером Karel Holub еще в 1908 году и с тех пор хранился в музее города Рокицани (ныне Museum of B. Horák, входящий в состав Музея Западной Чехии в Пльзене). «Я помню этот экземпляр с детства, — говорит первый автор исследования Петр Крафт, — это было любимое ископаемое моего деда. Именно поэтому его фотография висела в палеонтологическом кабинете Рокицанского музея, где он работал волонтером». Но только в начале XXI века палеонтологи поняли, что кусочки раковин, видимые в отслоившейся средней оси туловища трилобита, могут представлять собой сохранившееся содержимое пищеварительного тракта. В то время изучить их, не разрушив редкий экземпляр, было невозможно.
Прорыв произошел благодаря использованию современной техники — синхротронной томографии, что позволило ученым получить неразрушающее изображение всех фрагментов раковины в кишечнике с высоким разрешением. Рокицанский трилобит является одной из первых чешских окаменелостей, изученных на Европейском синхротроне (European Synchrotron Radiation Facility, ESRF) в Гренобле (Франция).

## Таксономия
Вид был впервые описан в 1872 году французским палеонтологом Йоахимом Барра́ндом (1799—1883) под названием Lichas incola Barrande, 1872. В 1957 году Tripp (1957, 1958) включил его в состав рода Uralichas, а Vanek (1959) оставил в составе рода Lichas. В 1972 году Přibyl & Vaněk (1972) сделали таксон incola типовым видом рода Bohemolichas  Přibyl & Vaněk, 1972, который рассматривался морфологически близким к родам Lichas и Platylichas. В обзорах таксонов трилобитов 2022 года вид incola определён в составе рода Bohemolichas.

## Описание
Небольшой трилобит длиной около 3 см. Экземпляр Bohemolichas incola из дарривильской свиты Šárka (Чехия) сохранился с окаменевшим содержимым кишечника, что свидетельствует об адаптации изучаемого трилобита к питанию органическими остатками, включая раковины, и, вероятно, о наличии пищеварительных ферментов, сходных с таковыми у современных ракообразных или хелицеровых.
До 2023 года ни один экземпляр трилобита с внутренним содержимым кишечника не был описан. Первое такое полное и детализированное описание содержимого кишечника было сделано для ордовикского трилобита Bohemolichas incola, хорошо сохранившегося в трёхмерном виде в кремнистой конкреции и визуализированное с помощью синхротронной микротомографии. Плотно упакованное, почти непрерывное наполнение кишечника состоит из частично фрагментированных известковых раковин, что свидетельствует о высокой интенсивности питания. Отсутствие растворения раковин предполагает наличие нейтральной или щелочной среды по всей длине кишечника, поддерживающей пищеварительные ферменты, сравнимые с таковыми у современных ракообразных или хелицеровых.
Трилобит Bohemolichas incola предположительно ползал по дну моря и был падальщиком. В его рацион входили остатки многих подводных обитателей: ракушковые ракообразные (остатки остракодных раковин обнаружены в трилобите, в том числе вида Conchoprimitia osekensis, Ostracoda), хиолиты (вымершие беспозвоночные с раковинками, включая представителя род Elegantilites), иглокожие (из вымершей группы Stylophora) и двустворчатые моллюски.

### Комментарии
1. ↑  В обзоре отряда Lichida, выполненном Thomas & Holloway (1988, p. 200) авторы указали, что род Uralichas, вероятно, включает Bohemolichas Pfibyl & Vanek, 1972 (типовой вид Lichas incola Barrande, 1872)[9]. В 2022 году другие палеонтологи частично согласились с этими авторами, считающими валидность Bohemolichas проблематичной, но предпочли рассматривать оба рода как самостоятельные. Несмотря на морфологическое сходство гипостома и кранидия, имеются различия в глабеллярной лобации и пигидиальной архитектуре Bohemolichas (отсутствие одного заднего шипа на пигидии и наличие других видов с такими же отличительными признаками, Lichas praecursor Holub, 1911 и Bohemolichas histrion Reck and Vanek, 1993, соответственно)[11].
2. ↑  Дарривилский ярус также известен как Лланвирнский ярус в среднем ордовике[13].